# Liste des titres musicaux numéro un aux États-Unis en 2010
Cette page liste les titres numéro un les plus performants aux États-Unis pour l'année 2010 selon le magazine Billboard. Ils sont issus des classements suivants : les 100 meilleures ventes de singles (Billboard Hot 100) et les 200 meilleures ventes d'albums (Billboard 200).
Cette page liste les titres musicaux ayant le plus de succès au cours de l'année 2010 aux États-Unis d'après le magazine Billboard.

## Historique

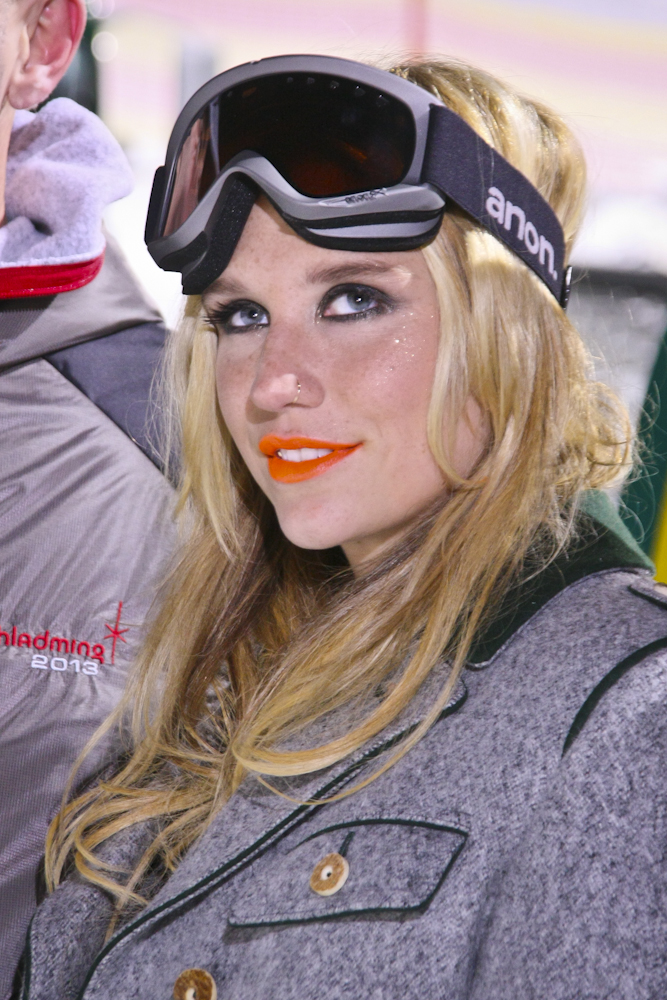
La chanteuse Kesha est resté 10 semaines numéro un au Billboard Hot 100 en 2010 avec les chansons Tik Tok et We R Who We R.

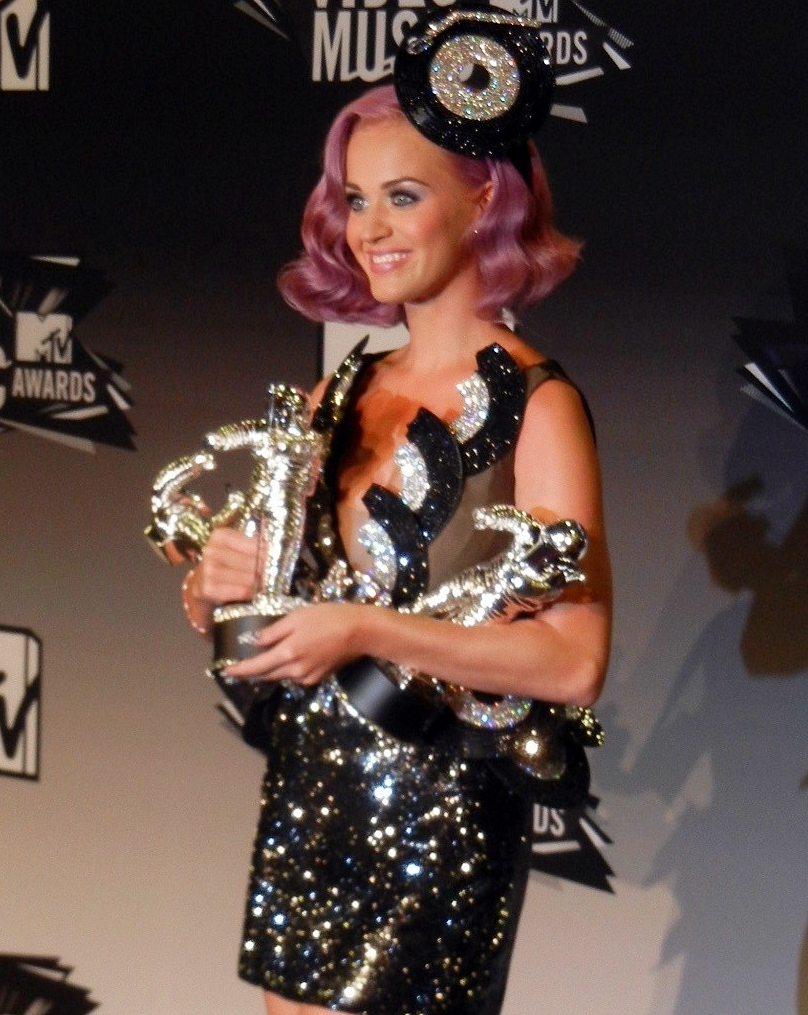
La chanteuse Katy Perry est resté 10 semaines numéro un au Billboard Hot 100 en 2010 avec les chansons California Gurls, Teenage Dream et Firework.

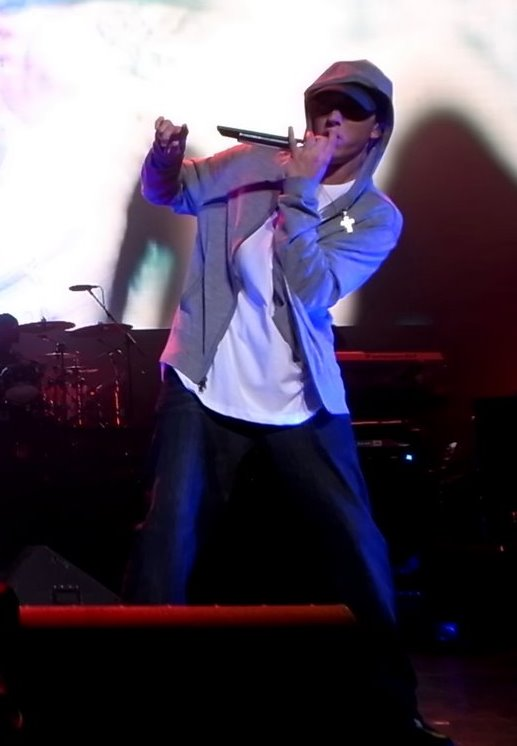
Le rappeur américain Eminem est resté 8 semaines numéro un au Billboard Hot 100 en 2010 avec les chansons Not Afraid et Love the Way You Lie.

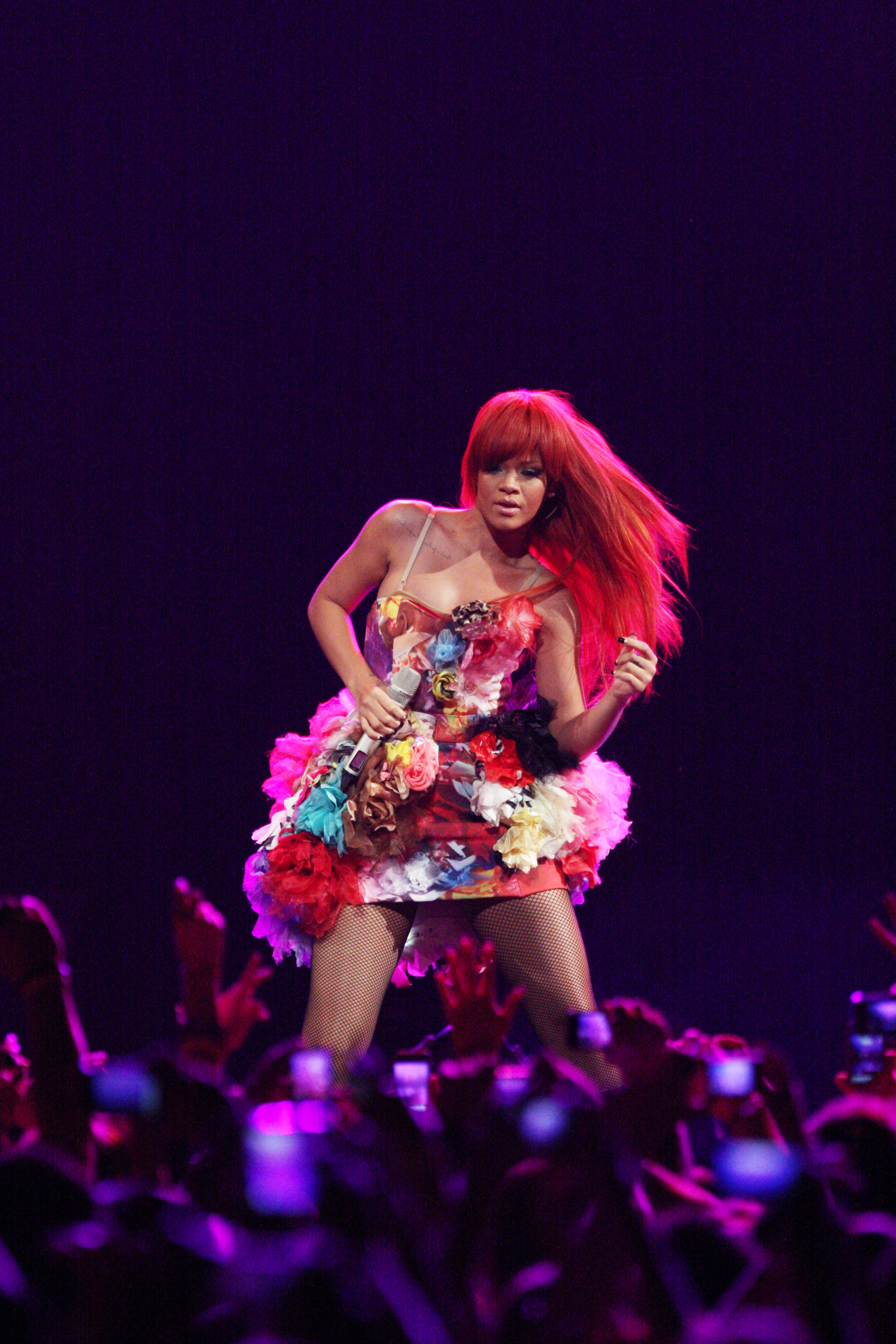
La chanteuse Rihanna est resté 7 semaines numéro un au Billboard Hot 100 en 2010 avec les chansons Rude Boy, Only Girl (In the World) et What's My Name?.

| Date         | Artiste(s)                                     | Titre                    | Référence |
| ------------ | ---------------------------------------------- | ------------------------ | --------- |
| 2 janvier    | Kesha                                          | Tik Tok                  |           |
| 9 janvier    | Kesha                                          | Tik Tok                  |           |
| 16 janvier   | Kesha                                          | Tik Tok                  |           |
| 23 janvier   | Kesha                                          | Tik Tok                  |           |
| 30 janvier   | Kesha                                          | Tik Tok                  |           |
| 6 février    | Kesha                                          | Tik Tok                  |           |
| 13 février   | Kesha                                          | Tik Tok                  |           |
| 20 février   | Kesha                                          | Tik Tok                  |           |
| 27 février   | Kesha                                          | Tik Tok                  |           |
| 6 mars       | The Black Eyed Peas                            | Imma Be                  |           |
| 13 mars      | The Black Eyed Peas                            | Imma Be                  |           |
| 20 mars      | Taio Cruz featuring Ludacris                   | Break Your Heart         |           |
| 27 mars      | Rihanna                                        | Rude Boy                 |           |
| 3 avril      | Rihanna                                        | Rude Boy                 |           |
| 10 avril     | Rihanna                                        | Rude Boy                 |           |
| 17 avril     | Rihanna                                        | Rude Boy                 |           |
| 24 avril     | Rihanna                                        | Rude Boy                 |           |
| 1er mai      | B.o.B featuring Bruno Mars                     | Nothin' on You           |           |
| 8 mai        | B.o.B featuring Bruno Mars                     | Nothin' on You           |           |
| 15 mai       | Usher featuring will.i.am                      | OMG                      |           |
| 22 mai       | Eminem                                         | Not Afraid               |           |
| 29 mai       | Usher featuring will.i.am                      | OMG                      |           |
| 5 juin       | Usher featuring will.i.am                      | OMG                      |           |
| 12 juin      | Usher featuring will.i.am                      | OMG                      |           |
| 19 juin      | Katy Perry featuring Snoop Dogg                | California Gurls         |           |
| 26 juin      | Katy Perry featuring Snoop Dogg                | California Gurls         |           |
| 3 juillet    | Katy Perry featuring Snoop Dogg                | California Gurls         |           |
| 10 juillet   | Katy Perry featuring Snoop Dogg                | California Gurls         |           |
| 17 juillet   | Katy Perry featuring Snoop Dogg                | California Gurls         |           |
| 24 juillet   | Katy Perry featuring Snoop Dogg                | California Gurls         |           |
| 31 juillet   | Eminem featuring Rihanna                       | Love the Way You Lie     |           |
| 7 août       | Eminem featuring Rihanna                       | Love the Way You Lie     |           |
| 14 août      | Eminem featuring Rihanna                       | Love the Way You Lie     |           |
| 21 août      | Eminem featuring Rihanna                       | Love the Way You Lie     |           |
| 28 août      | Eminem featuring Rihanna                       | Love the Way You Lie     |           |
| 4 septembre  | Eminem featuring Rihanna                       | Love the Way You Lie     |           |
| 11 septembre | Eminem featuring Rihanna                       | Love the Way You Lie     |           |
| 18 septembre | Katy Perry                                     | Teenage Dream            |           |
| 25 septembre | Katy Perry                                     | Teenage Dream            |           |
| 2 octobre    | Bruno Mars                                     | Just the Way You Are     |           |
| 9 octobre    | Bruno Mars                                     | Just the Way You Are     |           |
| 16 octobre   | Bruno Mars                                     | Just the Way You Are     |           |
| 23 octobre   | Bruno Mars                                     | Just the Way You Are     |           |
| 30 octobre   | Far East Movement featuring The Cataracs & Dev | Like a G6                |           |
| 6 novembre   | Far East Movement featuring The Cataracs & Dev | Like a G6                |           |
| 13 novembre  | Kesha                                          | We R Who We R            |           |
| 20 novembre  | Rihanna featuring Drake                        | What's My Name?          |           |
| 27 novembre  | Far East Movement featuring The Cataracs & Dev | Like a G6                |           |
| 4 décembre   | Rihanna                                        | Only Girl (In the World) |           |
| 11 décembre  | Pink                                           | Raise Your Glass         |           |
| 18 décembre  | Katy Perry                                     | Firework                 |           |
| 25 décembre  | Katy Perry                                     | Firework                 |           |

## Classement des albums
| №  | Date         | Artiste             | Titre                                    | Réf    |
| -- | ------------ | ------------------- | ---------------------------------------- | ------ |
| 1  | 2 janvier    | Susan Boyle         | I Dreamed a Dream                        | [ 3 ]  |
| 2  | 9 janvier    | Susan Boyle         | I Dreamed a Dream                        | [ 4 ]  |
| 3  | 16 janvier   | Susan Boyle         | I Dreamed a Dream                        | [ 5 ]  |
| 4  | 23 janvier   | Kesha               | Animal                                   | [ 6 ]  |
| 5  | 30 janvier   | Vampire Weekend     | Contra                                   | [ 7 ]  |
| 6  | 6 février    | Artistes variés     | Hope for Haiti Now                       | [ 8 ]  |
| 7  | 13 février   | Lady Antebellum     | Need You Now                             | [ 9 ]  |
| 8  | 20 février   | Lady Antebellum     | Need You Now                             | [ 10 ] |
| 9  | 27 février   | Sade                | Soldier of Love                          | [ 11 ] |
| 10 | 6 mars       | Sade                | Soldier of Love                          | [ 12 ] |
| 11 | 13 mars      | Sade                | Soldier of Love                          | [ 13 ] |
| 12 | 20 mars      | Lady Antebellum     | Need You Now                             | [ 14 ] |
| 13 | 27 mars      | Ludacris            | Battle of the Sexes                      | [ 15 ] |
| 14 | 3 avril      | Lady Antebellum     | Need You Now                             | [ 16 ] |
| 15 | 10 avril     | Justin Bieber       | My World 2.0                             | [ 17 ] |
| 16 | 17 avril     | Usher               | Raymond v. Raymond                       | [ 18 ] |
| 17 | 24 avril     | Justin Bieber       | My World 2.0                             | [ 19 ] |
| 18 | 1er mai      | Justin Bieber       | My World 2.0                             | [ 20 ] |
| 19 | 8 mai        | Personnages de Glee | Glee: The Music, The Power of Madonna    | [ 21 ] |
| 20 | 15 mai       | B.o.B               | The Adventures of Bobby Ray              | [ 22 ] |
| 21 | 22 mai       | Godsmack            | The Oracle                               | [ 23 ] |
| 22 | 29 mai       | Justin Bieber       | My World 2.0                             | [ 24 ] |
| 23 | 5 juin       | Personnages de Glee | Glee: The Music, Volume 3 - Showstoppers | [ 25 ] |
| 24 | 12 juin      | Personnages de Glee | Glee: The Music, Volume 3 - Showstoppers | [ 26 ] |
| 25 | 19 juin      | Jack Johnson        | To the Sea                               | [ 27 ] |
| 26 | 26 juin      | Personnages de Glee | Glee: The Music, Journey to Regionals    | [ 28 ] |
| 27 | 3 juillet    | Drake               | Thank Me Later                           | [ 29 ] |
| 28 | 10 juillet   | Eminem              | Recovery                                 | [ 30 ] |
| 29 | 17 juillet   | Eminem              | Recovery                                 | [ 31 ] |
| 30 | 24 juillet   | Eminem              | Recovery                                 | [ 32 ] |
| 31 | 31 juillet   | Eminem              | Recovery                                 | [ 33 ] |
| 32 | 7 août       | Eminem              | Recovery                                 | [ 34 ] |
| 33 | 14 août      | Avenged Sevenfold   | Nightmare                                | [ 35 ] |
| 34 | 21 août      | Arcade Fire         | The Suburbs                              | [ 36 ] |
| 35 | 28 août      | Eminem              | Recovery                                 | [ 37 ] |
| 36 | 4 septembre  | Eminem              | Recovery                                 | [ 38 ] |
| 37 | 11 septembre | Katy Perry          | Teenage Dream                            | [ 39 ] |
| 38 | 18 septembre | Disturbed           | Asylum                                   | [ 40 ] |
| 39 | 25 septembre | Sara Bareilles      | Kaleidoscope Heart                       | [ 41 ] |
| 40 | 2 octobre    | Linkin Park         | A Thousand Suns                          | [ 42 ] |
| 41 | 9 octobre    | Zac Brown Band      | You Get What You Give                    | [ 43 ] |
| 42 | 16 octobre   | Kenny Chesney       | Hemingway's Whiskey                      | [ 44 ] |
| 43 | 23 octobre   | Toby Keith          | Bullets in the Gun                       | [ 45 ] |
| 44 | 30 octobre   | Lil Wayne           | I Am Not a Human Being                   | [ 46 ] |
| 45 | 6 novembre   | Sugarland           | The Incredible Machine                   | [ 47 ] |
| 46 | 13 novembre  | Taylor Swift        | Speak Now                                | [ 48 ] |
| 47 | 20 novembre  | Taylor Swift        | Speak Now                                | [ 49 ] |
| 48 | 27 novembre  | Susan Boyle         | The Gift                                 | [ 50 ] |
| 49 | 4 décembre   | Susan Boyle         | The Gift                                 | [ 51 ] |
| 50 | 11 décembre  | Kanye West          | My Beautiful Dark Twisted Fantasy        | [ 52 ] |
| 51 | 18 décembre  | Susan Boyle         | The Gift                                 | [ 53 ] |
| 52 | 25 décembre  | Susan Boyle         | The Gift                                 | [ 54 ] |